# Monociklični monoterpen keton monooksigenaza
Monociklični monoterpen keton monooksigenaza (EC 1.14.13.105, 1-hidroksi-2-oksolimonen 1,2-monooksigenaza, dihidrokarvonska 1,2-monooksigenaza, MMKMO) je enzim sa sistematskim imenom (-)-menton,NADPH:kiseonik oksidoreduktaza. Ovaj enzim katalizuje sledeću hemijsku reakciju
(1) (-)-menton + NADPH + H+ + O2 {\displaystyle \rightleftharpoons } (4R,7S)-7-izopropil-4-metiloksepan-2-on + + + 2O
(2) dihidrokarvon + + + O2 {\displaystyle \rightleftharpoons } 4-izopropenil--7-metiloksepan-2-on + + + 2O
(3) (izo)-dihidrokarvon + + + O2 {\displaystyle \rightleftharpoons } 6-izopropenil--3-metiloksepan-2-on + + + 2O
(4a) 1-hidroksimenth-8-en-2-on + + + O2 {\displaystyle \rightleftharpoons } 7-hidroksi-4-izopropenil--7-metiloksepan-2-on + + + 2O
(4b) 7-hidroksi-4-izopropenil--7-metiloksepan-2-on {\displaystyle \rightleftharpoons } 3-izopropenil--6-oksoheptanoat (spontana reakcija)
Ovaj enzim je flavoprotein (FAD).

## Literatura
- Nicholas C. Price; Lewis Stevens (1999). Fundamentals of Enzymology: The Cell and Molecular Biology of Catalytic Proteins (Third изд.). USA: Oxford University Press. ISBN 019850229X.
- Eric J. Toone (2006). Advances in Enzymology and Related Areas of Molecular Biology, Protein Evolution (Volume 75 изд.). Wiley-Interscience. ISBN 0471205036.
- Branden C; Tooze J. Introduction to Protein Structure. New York, NY: Garland Publishing. ISBN 0-8153-2305-0.
- Irwin H. Segel. Enzyme Kinetics: Behavior and Analysis of Rapid Equilibrium and Steady-State Enzyme Systems (Book 44 изд.). Wiley Classics Library. ISBN 0471303097.

## Spoljašnje veze
- Monocyclic+monoterpene+ketone+monooxygenase на 